# Scoppio (Italia)
Scoppio è una frazione disabitata del comune di Acquasparta (TR), sita a circa 640 m s.l.m..
I resti del paese si trovano lungo la strada provinciale 418 che collega Acquasparta a Spoleto, sui monti Martani, a circa 15 km dal capoluogo. Secondo i dati del comune, solo 8 persone risultano abitare nelle case circostanti l'antico borgo.

## Storia
Il nome deriva dal latino scopulus, per via della sua posizione di dominio sulla piana sottostante. Intorno all'anno 1000 entra nelle Terre Arnolfe e ne seguirà le sorti.
Nel 1750 ancora vi dimoravano 25 famiglie, ma il paese venne abbandonato intorno al 1950 in seguito ai danni causati da una serie di terremoti. Il suo aspetto fantasma e la sua suggestiva posizione di isolamento su uno sperone di roccia che domina il fosso della Matassa, ne fanno una meta caratteristica nell'ambito del percorso di escursionismo dei monti Martani. Nei pressi del borgo vi è anche un rifugio, ormai abbandonato, dove era possibile pernottare.
Scoppio è una delle location del documentario di Wim Wenders "Papa Francesco - Un uomo di parola", presentato il 13 maggio 2018 come proiezione speciale al Festival di Cannes 2018, dove è stato candidato al premio Oeil d'Or per il miglior documentario.

## Monumenti e luoghi d'interesse
- Chiesa romanica di Sant'Angelo (XV secolo), con pregevoli affreschi tra cui una "Madonna con Bambino e due angeli" attribuita al pittore spoletino Piermatteo Piergili. Il campanile a vela risale al 1525;
- Tratti delle mura trecentesche;
- Fosso della Matassa.